# Cycas pectinata
Cycas pectinata är en kärlväxtart som beskrevs av Buch.-ham.. Cycas pectinata ingår i släktet Cycas, och familjen Cycadaceae. IUCN kategoriserar arten globalt som sårbar. Inga underarter finns listade i Catalogue of Life.

## Bildgalleri

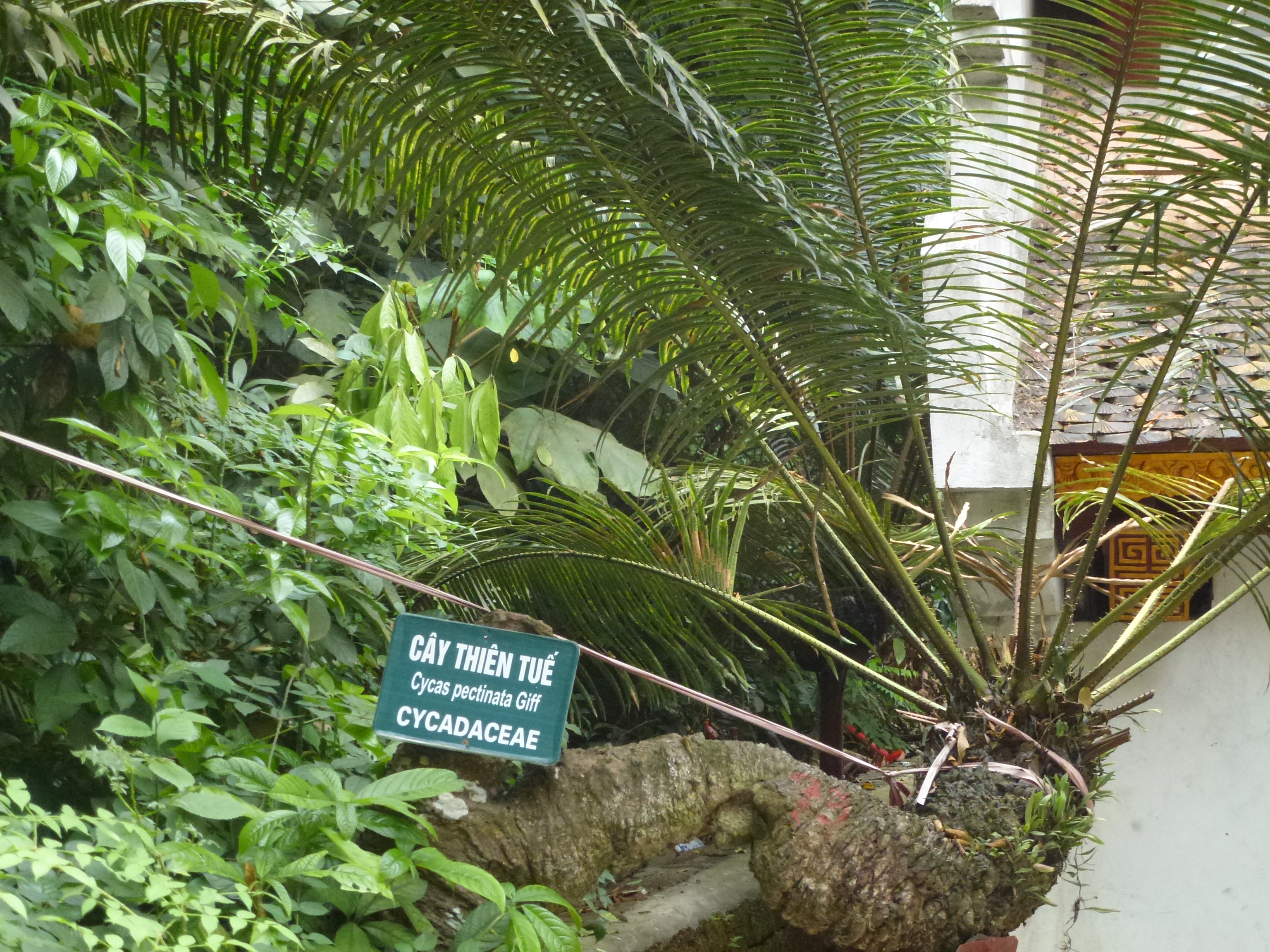